# Kyffhäuserkreis
Kyffhäuserkreis este un district rural (în germană: Landkreis) în landul Turingia, Germania. 